# 마이클 패러데이
마이클 패러데이(영어: Michael Faraday, FRS, 1791년 9월 22일~1867년 8월 25일)는 전자기학과 전기화학 분야에 큰 기여를 한 영국의 물리학자이자 화학자이다. 패러데이는 어린 시절에 정식 교육 및 고등 교육을 받지 않았고 고급 수학도 거의 몰랐지만, 역사적으로 매우 훌륭한 과학자로 남았다.
물리학에서, 패러데이는 전자기장에 대한 기본적인 개념을 확립하는 직류가 흐르는 도체 주위의 자기장에 대한 연구를 했으며, 자성이 광선에 영향을 미칠 수 있다는 것과 그들 사이의 근본적인 관계가 있다는 것 또한 확립하였다. 또한, 그는 전자기 유도, 반자성 현상, 그리고 전기 분해의 법칙의 원리에 대해서도 발견하였다. 그가 발명한 전자기 회전 장치는 전기 모터의 근본적 형태가 되었고, 결국 이를 계기로 전기를 실생활에 사용할 수 있게 되었다. 
화학자로서, 패러데이는 벤젠을 발견했고, 염소(Cl)의 격자무늬 수산화물에 대해 조사했으며 초기 형태의 벤젠 버너, 산화 상태들의 체계, 그리고 양극, 음극, 전극, 이온과 같이 널리 쓰이는 전문 용어들을 처음으로 도입했다.
패러데이는 영국 왕립과학연구소의 초대 풀러 화학 석좌교수 (Fullerian Professor of Chemistry)가 되었고, 평생 동안 그 직위를 유지했다.
패러데이는 그의 생각들을 매우 명료하고 간단한 언어로 표현한 훌륭한 실험주의자였다. 하지만, 그의 수학실력은 간단한 대수까지만 가능했으며, 삼각법 역시 다루지 못하였다. 제임스 클러크 맥스웰(James Clerk Maxwell)은 패러데이를 포함한 과학자들의 업적을 모아 현대 전자기학에서 기초적인 이론으로 받아들여지고 있는 여러 쌍의 공식들로 요약을 하였다.

## 생애와 업적

### 어린 시절

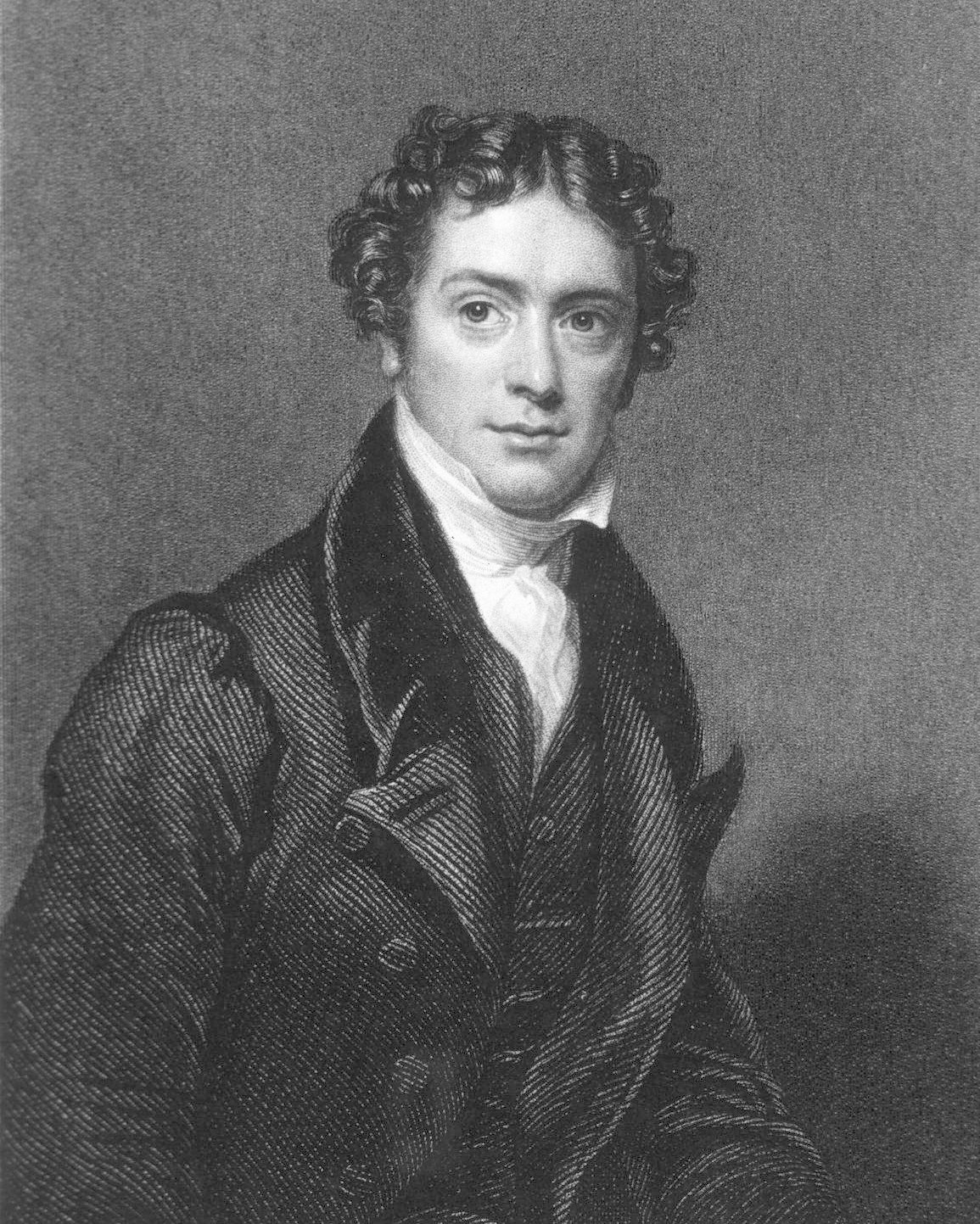
서른살 후반의 패러데이의 초상화

마이클 패러데이는 대장장이인 제임스 패러데이 (1761~1810)와 농부의 딸인 마가렛(1764~1838)사이에서 4명의 자녀 중 셋째로 태어났다. 1791년 9월 22일, 뉴잉턴에서 태어났다.1791년 마이클의 부모는 마이클의 누나 엘리자베스(1787~1847)와 마이클의 형 로버트(1788~1846)와 함께 영국 북서부의 작은 마을에서 살고 있었다. 프랑스 혁명의 영향으로 가난해진 마이클의 가족은 런던으로 이사한다. 패러데이의 아버지는 그 마을의 대장장이의 견습생으로 일하였고, 그의 가족은 길버트 가로 이사해서 살다가 5년쯤 후에 다른 마을(Jacob’s Well Mews)로 이사했다. 패러데이의 동생 마가렛(1802-1862)은 그곳에서 태어났다. 패러데이는 읽기, 쓰기, 산수의 기초적인 것을 배울 정도의 정식 교육만을 받았다.
1804년, 마이클이 13살 때 서점을 운영하던 조지 리보의 견습생이 되었다. 1805년 8월 7일, 그는 7년간 조지 리보의 견습생으로 계약을 맺었다. 그 당시 관습이 그러했듯 그는 그의 스승에게로 가서 함께 살았다. 패러데이는 실력이 좋고 사고가 개방적이며 호기심이 많은 견습생이었다. 마이클은 제본 일을 빠르게 배워갔다. 마이클은 제본한 책들을 많이 읽었는데, 그 중에는 1806년 제인 마르켓의 유명한 화학 입문서인 《화학의 대화》와 제임스 타이틀러의 브리태니커 백과사전 3판도 있었다. 이러한 책들은 과학에 대한 그의 호기심을 일깨웠고, 리보는 그가 화학과 전기에 관련된 작은 실험들을 할 수 있도록 허락해 주었다. 패러데이는 홀로 공부하는 독자들을 위한 아이작 와츠의 책 “(생각의 발전)”도 공부했다. 이 책에서 아이작은 글을 읽거나 강의를 듣고 노트 정리를 하여 비슷한 생각을 가진 사람들과 아이디어를 나눌 것을 추천하였다. 이 영향으로 패러데이는 1809년에 신문과 잡지에서 예술과 과학에 대한 글을 읽고 노트를 적기 시작했다. 패러데이는 런던 시의 철학 협회가 개최한 저녁 강의를 듣기 시작했다. 그것은 순회 연사가 일반인을 위한 과학 강연을 하는 자리였다. 패러데이는 혼자 전기에 대해 많이 공부해 동료 학생들에게 충분히 설명할 수 있을 정도로 되었다.

### 실험실 조수로 채용

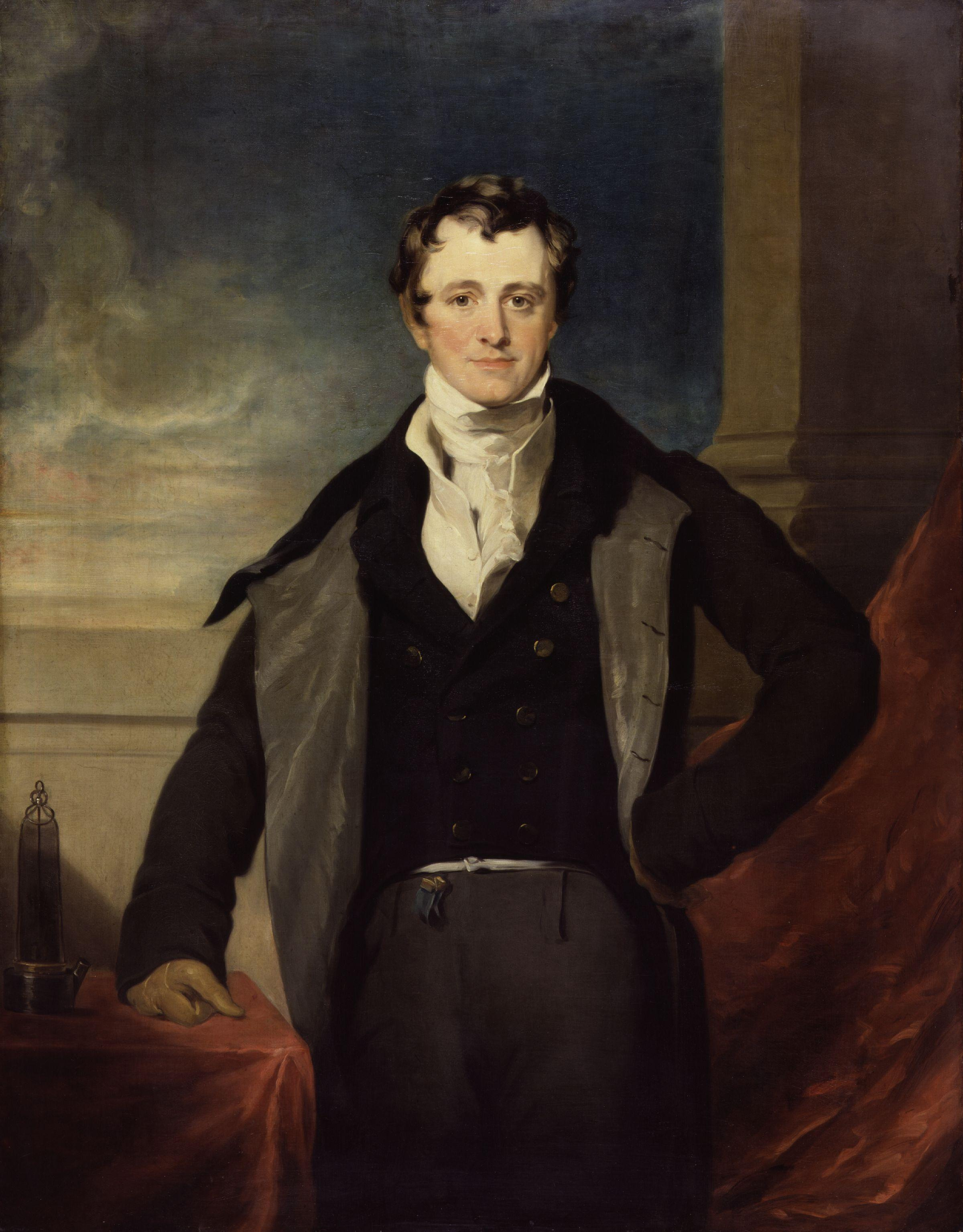
험프리 데이비의 초상화

1812년, 그가 제본한 책은 네 권이나 되었는데, 리보는 직원 중 젊은 과학자가 있다는 것에 기뻐하며 이 책들을 고객들에게 자랑하며 보여주곤 했다. 그 중 한 고객이 깊은 감명을 받으며 왕립 연구소 회원이자 음악가인 자신의 아버지 윌리엄 댄스에게 그 책들을 보여주었다. 아버지 윌리엄 댄스 역시 깊은 인상을 받으며 패러데이에게 왕립 연구소의 인기 강사인 험프리 데이비의 화학 강연 티켓을 주었다. 패러데이는 염소의 특성에 대한 데이비의 견해에 마음을 사로잡혔으며, 이 강연 또한 그림과 함께 기록하여 책으로 묶어 데이비에게 보냈다.
강연 직후, 데이비는 삼염화질소 실험 중 폭발 사고가 발생하여 시력에 큰 부상을 입었다. 그는 치료기간 동안 자신의 실험을 기록해 줄 사람이 필요했고, 젊은 패러데이가 발탁되었다. 이는 댄스의 추천을 받았으리라 추측된다.
데이비의 실험을 대필하는 작업은 단지 며칠뿐 이었으나 패러데이는 제본 기능공으로 다시 돌아가고 싶지 않았다. 1812년 12월 말, 패러데이는 그 해에 데이비의 강연을 직접 필기하여 제본한 책과 함께 데이비에게 도움을 구하는 편지를 썼다. 몇 주 후, 데이비는 왕립 연구소에 자리가 비었다고 말하며 연료와 조명이 있는 왕립 연구소의 방에서 지내며 주당 1기니를 받는다는 조건으로 패러데이에게 일을 제안했다. 패러데이는 흔쾌히 받아들였고 1813년 3월부터 일을 시작했다.

### 유럽대륙여행
데이비는 화산활동을 화학반응으로 설명하고자 프랑스 남부와 이탈리아 북부의 산악 지역 오베르뉴의 화산을 조사하려 했다. 일전에 나폴레옹이 주었던 통행 허가증을 이용해 데이비와 그의 아내 제인 애프리스(1780~1855)는 1813년에 3년에 걸친 유럽 여행을 계획하였다. 데이비는 패러데이를 자신의 비서 겸 조수로 동행할 것을 제안했다.
1813년 10월 13일 그들은 플리머스 항구(Plymouth)로 출발했고 10월 27일 저녁에 파리에 도착했다. 11월 23일 그들은 가장 먼저 설탕 공장을 방문했다. 영국의 봉쇄로 서인도 제도로부터 수입한 사탕수수 설탕의 공급이 중단되었기 때문에 1811년 이후에는 사탕수수 대신 사탕무가 대체공급원으로 쓰이고 있었는데, 과거 패러데이가 왕립연구소에서 맡았던 첫 번째 과제가 바로 사탕무의 뿌리에서 설탕을 추출해내는 것이었기 때문에 이제 그 작업이 산업 규모로 진행되고 있는 현장을 직접 보자 패러데이는 매우 흥미로워했다. 또한 그들은 저명한 화학자 조제프 루이 게이뤼삭의 강의를 듣기도 하였다. 같은 날, 전기학 연구를 하는 과학자들인 앙드레마리 앙페르, 니콜라스 클레멘트, 그리고 찰스 버나드 데솜스(1771~1862)가 데이비를 방문했는데, 그들은 짙은 색의 결정이면서도 열에 의해 보라색 증기로 변하는 버나드 콜토이스에 의해 2년 전에 발견된 물질을 보여주었다. 버나드 콜토이스는 이 물질은 염소와 유사하다고 확신했지만, 며칠간의 실험을 통해 데이비는 이 물질이 염소와는 다른 새로운 원소라고 확신했고 보라색을 의미하는 그리스어인 '요오드'라 명명했다.
다음으로 그들은 파리 근처에 위치한 퐁텐블로, 오베르뉴, 그리고 지중해 연안인 몽펠리에를 방문했다. 그곳에서 데이비는 새로 발견한 요오드를 검출하기 위해 해초를 분석하였다. 한 달 후 그들은 플로렌스로 이동했다. 그들은 플로렌스의 실험아카데미에서 대형 볼록렌즈를 이용해서 태양빛을 모아 다이아몬드를 연소시켰으며, 이 때 이산화탄소가 발생하는 현상을 보고 다이아몬드가 탄소 원소의 독특한 형태중 하나라는 사실을 확인했다.
1814년 그들은 이탈리아의 나폴리로 이동하며 베수비오 산에 올라가 보았으며, 파비아에서는 당시 최고의 전기과학자 알렉산드로 볼타를 만나 학술적인 시간을 보냈다. 1815년 몰타와 지중해 동부지역에 역병이 퍼지고, 나폴레옹이 엘바 섬을 탈출하면서 정치적으로 불안해지자 그들은 영국으로 돌아가기로 결정했고, 1815년 4월 23일 영국으로 귀환했다. 이 여행은 패러데이에게 정말로 새로운 경험이었고, 패러데이의 세계관을 넓혀 주었다. 과학적, 역사적으로 중요한 장소에 직접 방문한 것과 세계적으로 유명한 과학자들을 직접 만나본 경험은 패러데이에게 지대한 영향을 미쳤다.

### 왕립 협회의 조수로 고용
유럽 대륙 여행 이후 1815년 5월, 패러데이는 왕립 협회 실험실의 장비와 광물학 물품의 관리자 겸 조수로 다시 고용되었다. 그리 많지 않은 급료(주당 30실링)와 왕립 협회 꼭대기에 있는 숙소는 비록 썩 좋지 않았지만, 패러데이는 이에 대해 불만을 가지지 않았다. 패러데이는 실험실의 장비를 관리하면서 동시에 왕립 협회 회원들의 분석업무와 기타 과학적 업무들을 맡아야 했다.
왕립 협회의 조수로 고용된 것은 패러데이와 왕립 협회의 관계를 굳건히 연결해 주는 계기가 되었다. 실험실과 조수, 숙소, 도서관이 모두 제공된다는 이점에 의해 패러데이는 타고난 성향으로 인해 약 40년을 이곳에서 보냈다. 또한, 패러데이는 교수직에 얽매이지 않았고 정기적으로 강의를 해야한다는 것 외에는 어느 정도 자유롭게 연구할 수 있었다.
뿐만 아니라 왕립 협회의 도움으로 패러데이는 당시 유명한 화학자인 험프리 데이비로부터 개인 지도를 받을 수 있었다. 후에 그들의 관계는 데이비의 질시로 안좋아졌지만, 패러데이에게 실험 기술과 청결한 습관을 습득하게 해준 사람은 바로 데이비였다. 왕립 협회와 데이비의 영향으로 패러데이는 과학적으로 크게 성장할 발판을 마련했다.

### 사라와의 결혼
패러데이는 샌더매니언 집회의 회원이자 패러데이 자신보다 아홉살 어린 사라 바너드와 사랑에 빠졌다. 처음에 그는 결혼을 하면 연구에 집중을 하지 못할 것이라 여겨 결혼을 거부하였다. 그러나 사라에 대한 사랑을 깨닫고 패러데이는 평소 과학연구에 열정을 쏟는 것처럼 그녀를 쫓아다녔다. 마침내 1821년 6월 12일 두 사람은 결혼하였다. 그들은 평생 아이가 없었지만 그들의 행복은 변함 없었다.

### 화학에서의 업적

#### 다양한 기체의 발견

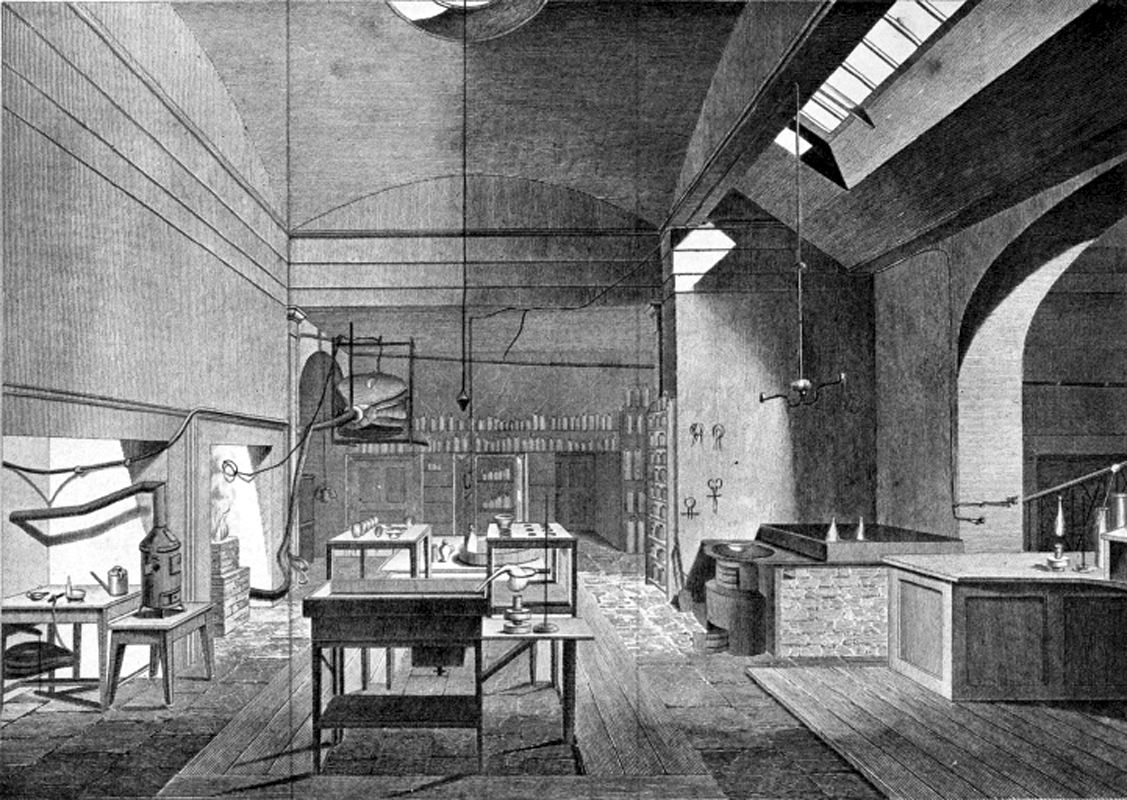
왕립 연구소 안에 있는 패러데이의 실험실

마이클 패러데이는 험프리 데이비의 조수로서 염소에 대한 연구를 집중적으로 했었다. 염소와 탄소를 이용한 두 가지의 새로운 화합물을 만들기도 하였고, 큰 압력 아래서 가열하여 염소의 액화를 성공시켰으며, 1823년과 1844년 비슷한 주제로 암모니아, 이산화탄소, 이산화황, 산화질소, 염화수소, 황화수소, 시아노겐, 에테인 등 많은 물질들의 액화에도 성공하였다. 패러데이는 임계점의 존재를 알아차렸고, 그 위의 온도에서는 물질의 상태가 압력에 의해 변하지 않는다는 것 또한 발견해냈다. 그는 기체, 액체, 그리고 고체는 호환성이 있으며, 한 가지 상태에서 고정될 수 없다는 것을 증명하였다. 1825년, 패러데이는 런던 가스공장에서 찌꺼기로 남은 가스를 분석했는데, 새로운 탄화수소를 발견하였으며 당시에 그것을 수소의 비카르부렛(bicarburet)이라고 표현했다. 이 화합물은 훗날 아일하르트 미처리히에 의해 벤젠이라는 이름을 갖게 된다. 얼마 후, 그는 부틴과 에틴이 실험식이 같지만 전혀 다른 화학적 성질을 띤다는 것도 발견하였다. 1826년, 패러데이는 나프탈렌의 분자구조를 알아냈으며, 두 가지의 샘플 결정을 만들었다.
1827년 4월, 패러데이는 실용적인 화학에 대한 안내를 포함한 논문을 발표하였고 이는 화학 연구를 막 시작한 사람들을 겨냥하여 만든 것이었다. 그 논문은 실험을 하는 방법, 오차 분석하는 방법 등 화학의 전반적인 요소들을 모두 포함하고 있었으며, 1830년과 1842년에 제2판, 제3판이 발표되었다.

#### 광학 유리의 제작
1825년, 패러데이는 왕립학회로부터 망원경에 사용될 유리의 광학적 성질을 연구해달라는 위탁을 받았다. 1827년, 왕립연구소는 패러데이에게 특수 화로를 제공했고, 이를 통해 패러데이는 본격적으로 실험에 착수했다. 패러데이의 과제는 어느 한 성분이 부분적으로 농축되어 있지 않으면서 기포나 찰흔이 없는 균일한 유리를 만드는 방법을 알아내는 것이었다. 패러데이는 온도를 조절하고 유리의 산화납 성분을 또다른 납 화합물 붕규산염으로 교체하기도 하며 다방면으로 노력했지만, 착색유리가 형성되는 등 실망스러운 결과를 낳았다.
마침내 패러데이는 그 원인이 주철 팬으로 인해 발생한 일산화탄소가 붕규산염을 환원시켜 납을 생성했기 때문임을 알아냈다. 1829년 무렵, 기타 문제점들도 모두 해결한 패러데이는 왕립학회의 베이커리언 강의에서 연구의 성공을 발표했다.

### 전자기학에서의 업적

#### 전자기력에 의한 회전

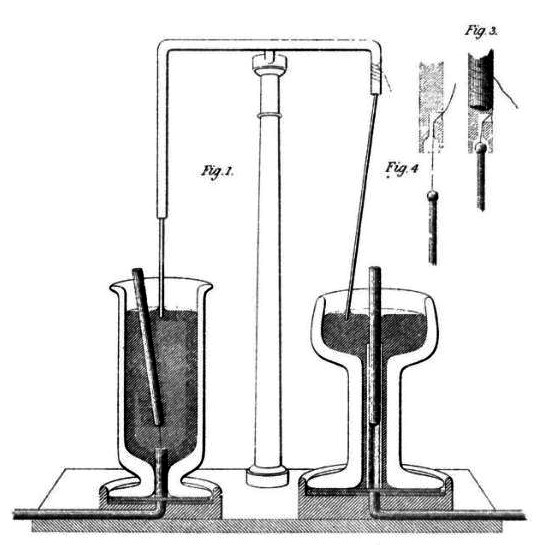
패러데이의 전자기력에 의한 회전 실험(1821)

1821년, 패러데이는 <물리학연보>(Annals of Philosophy)의 편집장 리차드 필립스(Richard Philips)로부터 전기와 자기에 대해 아는 모든 것에 대한 글을 써달라는 부탁을 받았다. 이보다 조금 전인 1820년, 외르스테드는 전류에 의해 자침이 흔들리는 것을 발견하였었다. 꼼꼼한 성격의 패러데이는 자신의 연구실에서 직접 외르스테드의 실험을 실시했다. 전자기학의 획기적인 발전을 이룬 패러데이의 글은 그의 요청대로 익명으로 1821년 9월, 10월에 <물리학연보>에 게재되었다. 패러데이는 전류가 흐르는 도선을 고정시키고 그 주위에서 자석을 움직이는 실험을 고안해냈고, 9월 3일, 드디어 처음으로 그 실험에서 “도선은 항상 자석막대기와 직각을 이루며 움직이려 하고 확실히 그 주위를 원형으로 돌게 된다.”라는 결과와 함께 성공하였다. 같은 달, 그의 발견은 <계간 과학 저널(Quarterly Journal of Science)>에 출판되었다. 패러데이가 발견한 “전자기력에 의한 회전(Electromagnetic rotation)”은 훗날에 전동기의 발전에 없어서는 안될 존재였다.
출판된 지 며칠 되지 않아 울러스턴과 데이비는 패러데이의 글에 의심을 표했다. 그들은 패러데이가 “전자기력에 의한 회전(Electromagnetic rotation)”에 대한 울러스턴의 생각을 훔쳐갔으며 출처가 불분명하다고 비난하였다. 하지만, 패러데이의 실험적인 증명은 울러스턴이 제시한 방법과는 완전히 다른 방법이었고, 나중에 울러스턴 역시 이를 인정하였다. 그럼에도 불구하고 계속해서 좋지 않은 소문이 돌자, 패러데이는 결국 스스로 <물리학 연보>에 쓴 글의 저자가 자신이라고 발표를 하였다.

#### 전자기 유도

패러데이가 전자기 유도현상을 발견한 실험의 간략한 설명도

1822년, 패러데이는 실험실에서 자신의 노트에 “자기는 전기로 변한다”라는 말을 남겼다. 그러나 그 당시에는 전자기 이론이 명확하게 규명되지 않았기 때문에 패러데이는 연구를 단념했다. 한편, 1820년대에는 윌리엄 스터전(참고)과 프랑소와 아라고(참고)가 전류의 변화가 자기에 영향을 미친다는 사실을 밝혀내면서 전자기학의 발전을 이끌었다. 이는 패러데이가 가지고 있던 전자기에 대한 관심을 일깨웠고, 1831년 8월 29일, 패러데이는 전자기 실험을 시작했다. 그는 약 15센치의 연철로 만든 고리에 구리 전선 두 개를 각각 감은 후, 하나의 전선은 각 끝을 전지에 연결하고 다른 하나의 전선의 끝은 맞붙였다. 특히, 끝을 맞붙인 전선 회로의 한 지점에 자기를 띤 바늘을 전선의 밑에 평행한 방향으로 두었다. 전지와 연결된 회로를 끊을 때, 바늘은 정지상태에서 움직였다. 또한, 회로를 연결할 때, 이번에는 바늘은 반대 방향으로 또다시 움직였다. 이러한 현상을 보고 패러데이는 전지와 연결된 회로의 전류의 변화가 철 고리의 자기에 영향을 미쳤고, 자기의 변화는 반대쪽 회로의 전류에 변화를 일으켰다는 결론을 얻었다. 이후 패러데이는 전자기 유도라는 기본적인 원리를 이용하여 역학적 에너지를 전기 에너지로 바꾸는 장치인 발전기를 개발하였다.

#### 전기 분해 법칙
패러데이는 다양한 종류의 전기의 일반적인 효과를 연구했을 뿐만 아니라, 검류계를 이용하여 동일한 양의 정적 볼타 전기를 방전하는 효과도 연구하였다.

그는 모든 전압의 전기에서 똑같은 결과를 얻어내었는데, 사실 운이 매우 좋은 사례였다. 왜냐하면, 패러데이가 사용한 검류계는 일반적인 검류계(전류량을 측정하지 않고 전류 흐름을 측정)와는 다른 충격 검류계(매우 작은 전류 충전에 반응한다)를 사용했기 때문이다.

1832년이 끝날 무렵, 패러데이는 본격적으로 ‘전기 화학 분해’를 연구하기 시작했다. 그는 볼타미터를 이용하여 전류가 용액을 통과할 때 방출되는 기체의 부피를 측정하였다. 전류를 황산 희석액이 담긴 컵으로 통과시키고, 전류를 용액 안으로 혹은 밖으로 유도하는 전도체의 종류에 모든 종류의 변형을 적용하였다. 결과는 그가 예상했던 대로 전기 화학 작용의 범위는 전류의 양에만 의존하다는 것이었다. 그는 “전류의 통과로 생성된 화학 변화의 양은 통과된 전기의 양에 비례한다”는 법칙을 알아내었다. 이게 바로 패러데이의 첫 번째 법칙이다.

이어서 1833년 말, 패러데이는 전압전류계에서 물에 용해된 다양한 물질로 실험을 시작했다. 그는 곧 “일정한 양의 전기로 분해된 양은 침전되거나 유리된 물질의 화학 당량에도 의존한다”는 법칙을 다시 한번 알아내었다. 이게 패러데이의 두 번째 법칙이다.

이렇게 전기 분해에 관한 두 가지 법칙을 발견한 패러데이는 1 화학 당량을 유리시키기 위해 필요한 전기의 양의 단위인 ‘패럿'으로 그 업적을 인정받고 있다. 그가 발견한 두 법칙은 화학의 양적 기초를 이루었다.

#### 패러데이 새장

전자기파가 도체를 뚫고 흐르는 것이 아니라 도체 표면을 따라 흐른다는 이론을 시각적으로 보여주는 영상.

1836년 패러데이는 충전된 도체의 전하가 도체 표면에만 분포하고 비어 있는 내부에는 어떠한 영향도 끼치지 않는다는 사실을 발견했다. 그는 벤자민 프랭클린을 비롯한 이전 시대 과학자들의 연구를 토대로 전자기파가 도체를 뚫고 흐르는 것이 아니라 도체 표면을 따라 흐르는 것이라는 가설을 생각했다. 이 가설에 따르면 도체로 둘러싸인 내부의 빈 공간은 전류가 흐르지 않아야 하는데, 이 사실을 증명하기 위해서 패러데이는 실험을 계획했다. 그는 금속박으로 코팅된 빈 공간을 만들고 금속박의 외부 표면에 고전압을 가했다. 그 후 내부 벽면을 검전기로 확인하자 전하가 존재하지 않는다는 사실을 알 수 있었다. 후에 사람들은 이를 패러데이 새장이라 명명하였다.

#### 자기와 빛의 관계
1845년 6월, 패러데이는 케임브리지 대학교에서 열리는 과학 협회에 갔다. 그곳에서 그는 나중에 캘빈 경으로 불리게 되는 젊은 물리학자 윌리엄 톰슨을 만났다. 8월 초 톰슨은 패러데이에게 투명한 부도체에 미치는 편광의 영향을 물어보기 위해 편지를 보냈다. 패러데이는 1833년에 그가 결론짓지 못한 결과를 말해주고, 다시 결과를 보내주겠다 약속했다. 8월 말부터 9월 초까지 패러데이는 어떤 방식을 통해 빛과 전기가 관련되는지에 대해 의문을 가지고 편광 평면에 미치는 전기장의 효과에 대해 연구했다. 편광 평면이 어떠한 결정체를 통과할 때 이 편광 평면은 특정한 각도로 회전하며, 이러한 현상은 쉽게 관찰되었다. 그러나 전기장에서는 이 현상을 관찰할 수 없었다. 이에 그는 전기장을 자기장으로 전환하여 자기장이 편광 평면에 어떤 영향을 미치는지 알아보고자 했다. 그는 자기장 안에 광학유리를 매달고 유리에 편광을 통과시켰다. 그러나 그 당시에는 자석의 효능이 좋이 않아 미세하게 관측되었다.
9월 18일, 패러데이는 울리치의 왕립 육군 사관학교로부터 얻어온 강력한 전자석을 이용해 자기와 빛이 물리적으로 관계가 있다고 정의했다. 패러데이에 의해 발견된 자기장에서 편광 평면이 회전하는 현상은 패러데이 효과라고 이름 붙여졌다. 그는 철학 잡지에 “광선 진동에 관한 고찰”이라는 논문을 통해 그의 연구 결과를 발표했다.

#### 자성체의 성질
패러데이는 울리치의 왕립육군사관학교에서 빌려온 자석을 통해 물질이 자성을 띄지 않음에도 불구하고 자기장에서 움직임을 보인다는 것을 관찰했다. 그는 전자석으로부터 만들어진 자기장에 유리를 걸어 놓았을 때, 유리가 자기장에 수직인 방향으로 멈추는 것을 보았다. 이에 반해 철 등 다른 금속들은 평행인 방향으로 멈추었다. 그는 유리처럼 자기장에 수직인 방향으로 멈추는 물질을 반자성체라고 불렀으며, 반대로 철, 코발트, 니켈처럼 자기장에 평행인 방향으로 멈추는 물질을 상자성체라고 명명했다. 그는 계속된 연구를 통해 대부분의 기체가 반자성체라는 사실을 알아냈으며, 산소가 상자성을 가진다는 사실도 발견했다.

#### 자기력선과 자기장
편광에 미치는 자기장의 영향에 대해 발견한 후, 패러데이는 자기력선이 실제로 물리적인 의미를 가지고 있다고 믿었다. 반자성체의 특이한 현상을 기존의 자극으로 설명하기 힘들었고, 이것이 패러데이와 자성은 전극의 성질이라고 믿고 있었던 빌헬름 에두아르트 베버와 논쟁하게 되었다. 1848년 패러데이는 자석의 영향으로 인한 반자성체의 변화를 조사하기 위한 실험을 시작하였다. 그는 결정이 일정한 방향으로 정렬되어있다는 것을 발견하였고, 이 현상은 기존의 척력과 인력의 개념으로 설명할 수 없다는 것을 깨달았다. 이 실험 보고서에서 패러데이는 처음으로 위치에 따라 두 개의 자극으로부터 받는 영향이 달라진다는 개념의 자기장을 언급하였다.

### 패러데이의 말년
사실 패러데이는 48세 밖에 안 되었을 때부터 기억 상실의 증상이 시작되었다. 1861년에 드 라 리브에게 보낸 편지에는 “내 기억이 사라진다면 그 때문에 즐거움뿐만 아니라 고통도 잊을 것입니다. 결국은 행복하고 만족할 것입니다.” 라고 농담을 하기도 했다. 그러나 그는 그렇다고 해서 과학 연구를 하지 못한 것은 전혀 아니고 연구와 강연을 계속했다. 그는 또한 많은 과학자들과 편지를 통해 교류를 했으며 환경 오염에 대해 관심을 가지기도 했다.
패러데이는 왕립연구소와 런던의 과학계에서는 물론 외국에까지 알려질 정도로 유명해 그는 거의 70개의 학회의 회원이 되기도 했다. 그러나 그는 세속적인 부에 관심이 없었다. 그는 자신의 강연 출판을 거부하고 왕립 학회의 회장직을 거절하였으며 기사 작위 수여도 거절하였다. 그는 빅토리아 여왕의 후원도 받지 않고 왕실 행사에도 잘 참여하지 않았다. 1858년에 빅토리아 여왕은 앨버트 공의 요청으로 런던 템스 강변의 햄프턴 코트 근처의 저택에서 패러데이 부부가 살 수 있도록 하였다.
패러데이는 중력과 전기에 관한 연구를 하였는데 중력과 전기의 상관관계를 알아보기 위해 큰 납덩이를 탑에서 떨어뜨려 납의 전하를 떨어뜨리기 전과 후에 측정하는 실험을 하였다. 그는 중력과 전기 사이에 관련이 없다는 결론에 이르게 되었다. 1860년에 그는 이 결과를 “철학회보”에 제출하였지만 당시에 왕립학회의 서기관이었던 케임브리지 물리학자 조지 스토크스로부터 철회할 것을 권고받았다. 이것이 패러데이가 마지막으로 발표 위해 제출한 논문이었다.
그 후로도 패러데이는 계속 연구에 몰두했다. 그는 1862년에 불꽃으로 가열한 나트륨과 다른 금속의 스펙트럼이 전자기장에 영향을 받는지에 대한 실험을 하였다. 그의 실험에서는 스펙트럼선이 전혀 전자기장에 영향을 받지 않는 것으로 결론을 내렸지만 이후에 네덜란드의 물리학자 피터 제만이 좋은 실험 장비를 이용하여 다시 연구한 결과 자기장의 적용으로 스펙트럼의 선이 넓어진 것을 알아냈다. 패러데이에게 좋은 실험 장비가 있었다면 그가 제만 효과를 발견할 수도 있었을 것이다.
패러데이는 1861년 크리스마스에 마지막 강의를 했다. 교회에서는 장로 직위를, 왕립 협회에서는 실험실 감독관 직위를 사직하고 과학에서 물러나 집에서 평온한 생활을 하였다. 마이클 패러데이는 1867년 8월 25일에 세상을 떠났다.

## 종교의 영향
패러데이의 겸손함과 검소함은 종교로부터 비롯된 것으로, 이는 후에 그의 과학적 업적과 관련하여 큰 의미를 갖는다. 그의 가문은 할아버지 시절부터 기독교 근본주의의 열렬한 신봉자였다. 패러데이가 속한 샌더매니언
집회는 성서의 교리를 매우 중요히 여겨 신도들로 하여금 엄격하게 따를 것을 요구했다.
샌더매니언 집회의 회원으로서, 그는 “하나님과 재물을 아울러 섬길 수 없다”(마태복음 6:24) 와 같이 세속적인 부에 관련한 성서에 나오는 내용을 바탕으로 자신의 견해를 확고하게 가지고 있었다. 이러한 사상에 입각해 패러데이는 자신의 어떤 발명에 대해서도 특허를 얻지 않았으며 높은 봉급을 원하지도 않았고 자선 사업에 기부를 많이 했다. 그는 빅토리아 여왕(1819-1901)이 과학에 공헌한 그의 업적을 기려 나이트 작위를 주겠다는 것도 거절했다. 그는 그에게 주어질 수 있었던 명예와 다른 사람들이 제안한 권력을 거부하며 소박한 삶을
살기 원했다. 그는 돈이나 다른 세속적인 명예가 아닌 순수한 학문을 위한 연구를 했다. 특히 1831년 전기와 자기 사이의 상호작용에 관하여 단서를 찾았을 때, 그는 재정상태를 적당한 수준으로 유지하기 위해서 해왔던
모든 부수적 활동들을 포기하기도 했다. 그의 과학은 전체적으로 그의 종교와 매우 밀접한 연관이 있었다. 1844년 그가 남긴 “내 종교에는 ‘철학’이 없다” 라는 말에는 과학적 지식이 종교를 해명하거나 인간을 신에게 인도할 수 없다는 그의 생각이 담겨 있다.

## 후대의 평가

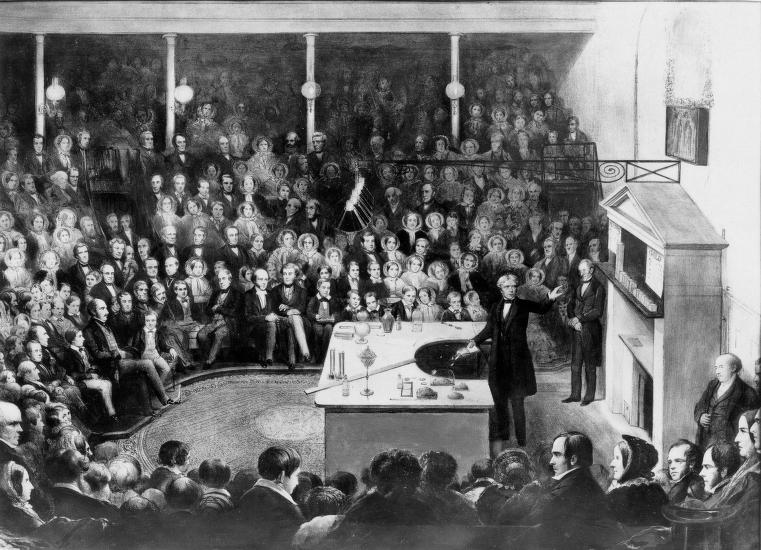
왕립 협회에서 강연중인 패러데이.

패러데이가 수많은 사람들로부터 존경받는 이유는 과학적 성과와 전기기술역학의 토대로 인한 것만은 아니다. 패러데이의 가장 인상깊은 점은 겸손한 성품이다. 패러데이는 항상 포기할 각오를 가지고 일에 임했었고, 명예를 주겠다는 손길을 철저히 거절했다. 그러나 그는 자신의 발견이 지닌 가치만은 명확히 이해했다.
실제로 패러데이는 자신의 일과 공부에 대해서는 결코 겸손한 태도를 보이지 않았다. 그러나 자신 스스로에 관해서는 매우 겸손했고, 보수적이었다. 심지어 그의 연구를 위해 지급된 봉급을 포기한 경우도 있었다. 그는 귀족이 되는 것을 거부했고, 런던의 왕립 협회의 회장 자리를 두 번이나 거절하기도 했다. 전체적으로 보면, 패러데이는 생각과 발견에 대해 주어지는 대우나 보답을 잘못된 것이라고 여겼다. "지적인 노력에 대해 상을 준다면 그 가치가 떨어진다고 나는 생각한다. 설사 협회나 아카데미가, 심지어 왕이나 통치자가 개입한다 해도 가치저하가 덜하지는 않을 것이다."
또한, 패러데이는 천재일 뿐만 아니라 과학이란 학문을 대중화한 사람이기도 했다. 1826년 그가 만든 '아이들을 위한 크리스마스 강연회'는 지금까지도 런던 왕립 협회의 전통으로 내려져온다. 이 강연회에 패러데이 스스로도 약 20번가량 참여했었고, 현재 영국의 20파운드권 지폐에는 이 강연을 하는 패러데이의 모습이 그려져있다. 그 중에서 가장 유명한 강의는 '양초 한 자루에 담긴 화학 이야기'이다. 이 강의는 책으로 출판되어 현재까지도 판매가 진행 중이다. 이처럼 패러데이는 슬하에 아이가 없었지만, 자신의 유년시절 여러 강연을 들으며 과학에 대한 열정을 얻고 과학의 세계로 가는 통로를 찾았던 것을 잊지 않았다.
당시 패러데이는 자신의 연구에 수학적기호화를 사용 하지 않았기에 수학자들에게는 무시당하기 일수였다. 패러데이는 수학을 인용했지만 기호화 정량화 수치화로 상세히 기록하진 않았다.
수학적 사고보다는 시각적 사고 상상력이 뛰어났기 때문이다. (상상만으로 상세도면을 그리는 정도)하지만,  패러데이는 그들을 설득하려 하지 않았고, 자신의 관점과 실험 사실로만 연구에 몰두했다.
과학적 업적으로 볼땐 오히려 그 들과 친하지 않은걸 다행으로 본다. 그 옆에 협력 조력자가 있었더라면.. (= 커런트 워에서 테슬라 와 조지 웨스팅하우스 관계처럼 )
패러데이는 훗날 맥스웰이 논증 하는 이론으로 다시 명성을 얻게 된다. 맥스웰 이론은 패러데이의 이론을 수학적 기호를 사용하여 다시 재정립 한 것이다.

## 패러데이 담화 양초 한 자루에 담긴 화학 이야기
《양초 한 자루에 담긴 화학 이야기》는 1860년 왕립 협회의 크리스마스 강연회에서 패러데이가 어린이들에게 들려주었던 여섯 번의 강연을 윌리엄 크룩스가 요약하여 책으로 펴낸 것으로, 원제목은 《양초 한자루의 화학사(The Chemical History of a Candle)》이다. 이 책에서는 한 자루의 양초를 통해서 화학의 토대를 이루는 물질의 특성과 상호작용을 재밌고 쉽게 풀어나가고 있다. 즉, 양초에 처음 불을 붙일 때 생기는 불꽃의 재료와 밝기, 구조 등을 보여주고, 수소 기체의 성질, 산소의 성질, 공기와 연소의 관계, 그리고 이산화탄소가 가지는 화학적 특성, 더 나아가서 탄소란 무엇인지, 생물체 내에서 호흡과 연소는 어떤 상호작용을 가지는지를 실험을 통해 말해주고 있다. 뿐만 아니라 이 책에서는 패러데이의 섬세하고 예리한 관찰 능력과, 특정한 자연 현상을 관찰하면서 그것이 가지는 아름답고 심오한 의미를 밝히고, 해석하려는 열의를 엿볼 수 있다.
"심의 꼭대기에서 양초의 물질이 어떤 상태로 존재하는가를 아는 것은 매우 흥미로운 일입니다. 즉 불꽃에 의하지 않고서는 결코 볼 수 없는 아름다움과 휘황찬란함을 볼 수 있습니다. 금과 은의 번쩍거리는 아름다움, 다이아몬드나 루비, 그 밖의 보석의 눈부신 아름다움도 촛불의 광채와 아름다움에는 비할 수 없습니다."
이렇듯 강연을 듣는 아이들의 흥미를 유발한 패러데이는 계속해서 말한다.
"어떤 다이아몬드가 이 불꽃만큼 빛을 낼 수 있겠습니까? 또한 다이아몬드가 밤에 찬란하게 빛나는 것도 이 불꽃 덕분입니다. 불꽃이 빛을 비춰주기 때문에 다이아몬드가 빛나는 것이지요. 불꽃은 어둠 속에서 빛을 발하지만 다이아몬드는 불꽃이 없으면 빛날 수 없습니다. 양초는 자신을 위해서 빛을 낼 뿐만 아니라 사람이나 다른 사물을 위해서도 빛을 냅니다."
아울러서 탄산가스의 특성을 말하면서 그는 이를 인류애와 연관시켜서 설명한다.
"우리가 필요로 하는 깨끗한 공기를 식물에게 주어 보십시오. 시들고 맙니다. 이산화탄소를 주어 보십시오. 그러면 잘 자랄 것입니다. 이 나뭇조각이 탄소를 포함하고 있는 것은 모든 식물과 마찬가지로 대기 덕분입니다. 즉 우리들에게는 유해한 이산화탄소를 대기가 이것이 필요한 다른 장소로 운반해 갑니다. 어떤 것에는 독이 되는 것도 다른 것에는 양식이 되는 것입니다. 따라서 우리 인류는 이웃 사람의 덕을 입고 있을 뿐만 아니라 우리와 함께 이 지구 상에 존재하는 모든 피조물의 은혜를 입고 있습니다."
패러데이는 <양초 한 자루의 화학사>의 여섯 강연이 모두 끝날 즈음 다음과 같은 소망을 말한다.
"저는 이 강연의 마지막 말로서 여러분의 생명이 양초처럼 오래 계속되어 이웃을 위한 밝은 빛으로 빛나고, 여러분의 모든 행동이 양초의 불꽃과 같은 아름다움을 나타내며, 여러분이 인류의 복지를 위한 의무를 수행하는 데 전 생명을 바쳐 주시기를 간절히 바랍니다."
이처럼 이 책에서는 과학적 지식과 더불어 패러데이가 가지고 있는 과학자로서의 올바른 자세와 숭고한 정신이 잘 담겨있다.

### 출간된 논문
- 전기의 실험적 연구. 3 Bände, R. Taylor & W. Francis, London 1839–1855, Band 1, Band 2, Band 3.
- 화학 및 물리학의 실험적 연구. R. Taylor & W. Francis, London 1859, Digitalisat.

## 같이 보기
- 패러데이 상수
- 패러데이 전자기 유도 법칙
- 패러데이 새장
- 패럿
- 제이만 효과